# شرکت انتشارات سیشون
شرکت انتشاراتی سیشون (به ژاپنی: 青春出版社) یک شرکت چاپ ژاپنی است. مرکز این انتشارات در شهر توکیو می‌باشد.